# A Spoonful of Sugar
A Spoonful of Sugar ist ein Lied, das die Sherman-Brüder für den Film Mary Poppins schrieben. Es wurde 1964 veröffentlicht und im Film von Julie Andrews interpretiert. Die deutsche Version Ein Löffelchen voll Zucker wurde von Monika Dahlberg gesungen.
A Spoonful of Sugar ist ein Song, dessen Melodie im Laufe des Films zu Mary Poppins’ Leitmotiv wird. Die Idee zum Lied stammt von Robert Sherman, dessen Kinder ihm nach einer Schluckimpfung erzählten, wie gut die Medizin geschmeckt habe.

## Coverversionen
Das Lied wurde oft gecovert. Duke Ellington veröffentlichte ein komplettes Album mit Liedern aus Mary Poppins, Duke Ellington Plays Mary Poppins, darunter auch A Spoonful of Sugar. Eine deutsche Adaption mit dem Titel Mit ’nem Teelöffel Zucker stammt aus dem Jahr 1965; in der Übersetzung von Hans Bradtke wurde das Lied von Rex Gildo interpretiert.